# Rhinella cerradensis
Rhinella cerradensis, conhecido popularmente como sapo-cururu-do-cerrado, é uma espécie de anfíbio da família Bufonidae e é endêmica do Brasil.

## Distribuição
É uma espécie endêmica do cerrado brasileiro e pode ser encontrada nos estados do Piauí, Bahia, Goiás, Distrito Federal, Minas Gerais e Mato Grosso. Segundo os autores, devido a área de distribuição estar restrita ao Cerrado, a escolha do nome buscou trazer visibilidade a um bioma pouco conhecido, que apesar de sua grande biodiversidade e alto número de espécies endêmicas, segue sendo ameaçado de desmatamento.

## Descrição
A espécie é caracterizada por seu tamanho corporal de médio a grande porte, com ausência de glândulas tibiais, cristas cranianas bem desenvolvidas, mãos curtas, dimorfismo sexual e ausência de espiráculo quando girino.

## Habitat e Ecologia
Pode ser encontrada em áreas abertas de Cerrado, com vegetações do tipo Campo Sujo e Campo Limpo, dividindo a região com outras duas espécies de sapos do gênero Rhinella: R. rubescens e R. diptycha. Existe a possibilidade, de que durante os períodos de estiagem, a espécie permaneça enterrada.

## Fase Larval
Os girinos são marrom-escuros e medem, em média, entre 8,3 e 9,56 milímetros. Quando observados dorsal e lateralmente, seu corpo e focinho possui formato arredondado. Seus olhos são dorsais e direcionados lateralmente. Seu espiráculo é localizado no terço médio do lado esquerdo do corpo, não possuindo nenhuma proeminência. Suas mandibulas inferior e superior são anteroventrais, envoltos pelo disco oral, e possuem formato de "V". Sua fórmula da fileira de dentes labiais (FFDL) é 2(2)/3(1).

## Comparação com outras espécies
São bastante semelhantes às espécies Rhinella icterica, Rhinella marina, Rhinella poeppigii, Rhinella diptycha e Rhinella jimi principalmente pelas cristas cranianas bem desenvolvidas, glândulas parotoides longas e largas, cabeça mais larga que longa e características morfométricas. Dentro do grupo R. marina, Rhinella cerradensis possui uma combinação única de características como: cristas cranianas bem desenvolvidas com espículas evidentes; focinho em vista dorsal mucronado a truncado e obtuso em vista lateral, glândula parotoide elíptica, amarelada, com uma alta densidade de espículas com ponta queratinosa. Existe dicromatismo sexual, sendo machos com coloração dorsal marrom-esverdeado e fêmeas com a mesma coloração de fundo, mas apresentando padrões de manchas negras. Pode ser distinguida de Rhinella rubescens e R. diptycha, principalmente, pelo formato da glândula paratóides e ausência de glândula tibial. Possui dorso uniforme acastanhado a verde escuro e ventre branco em machos, enquanto as fêmeas possuem dorso verde acastanhado com colorações pretas em várias áreas, podendo chegar até nos membros posteriores, assemelhando-se à coloração feminina de R. icterica. Distingue-se de R. icterica, pelo tamanho da glândula parotoide, por uma crista pré-ocular menos desenvolvida; pela cabeça estreita, tímpano sem pele dobrada e por mãos menores.

## Ameaças
Remoção de habitat e desmatamentos constituem as principais ameaças as populações locais.